# Dziadowo (Pisz)
Dziadowo (deutsch Dziadowen, 1905–1945 Königstal) war ein Dorf im Gebiet der heutigen polnischen Woiwodschaft Ermland-Masuren. Die Ortsstelle liegt in der Gmina Pisz (Stadt- und Landgemeinde Johannisburg) im Powiat Piski (Kreis Johannisburg).

## Geographische Lage

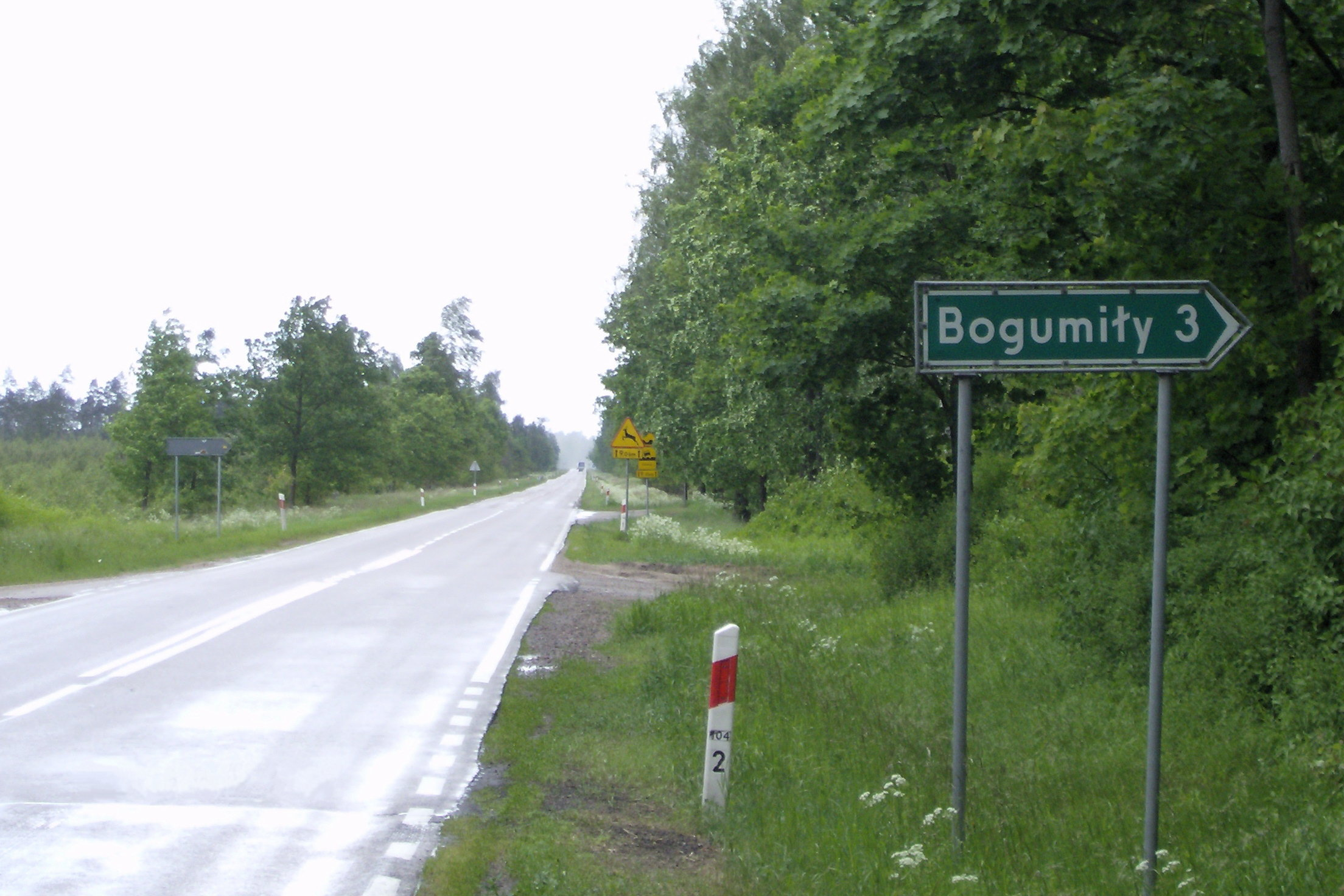
Landesstraße DK 63 in Dziadowo (Königstal) am Abzweig nach Bogumiły (Bogumillen).

Dziadowo lag an der Hauptstraße von Pisz (deutsch Johannisburg) zum Grenzdorf Dłutowo (Dlottowen, 1938–1945 Fischborn) zur Weiterfahrt nach Kolno. Bis zur Kreisstadt Pisz waren es elf Kilometer in nördlicher Richtung. Westlich der Ortsstelle führt eine Brücke über die Pisa (deutsch Pissek).

## Geschichte
Das kleine Dorf, das später durch sein Sägewerk überregionale Bedeutung erlangte, wurde 1495 vom Deutschen Ritterorden als Freigut mit zehn Hufen nach Magdeburgischem Recht gegründet.
Dziadowen gehörte zum Kreis Johannisburg im Regierungsbezirk Gumbinnen (ab 1905 Regierungsbezirk Allenstein) in der preußischen Provinz Ostpreußen. Von 1874 bis 1945 war der Ort in den Amtsbezirk Gehsen eingegliedert.
Einbezogen in die Landgemeinde Dziadowen waren die direkt benachbarte Ortschaft Wrobeln (vor 1871 Wroblen, polnisch Wróble, spätestens ab 1938 nicht mehr als eigenständiger Wohnplatz ausgewiesen) und das zwischen 1905 und 1910 eingegliederte Groß Pasken (ab 1938 Abbau Königstal, polnisch Paski Wielkie).
Am 21. April 1905 wurde Dziadowen in Königstal umbenannt. Von 1908 bis 1945 war das Dorf Bahnstation an der Bahnstrecke Johannisburg–Dlottowen/Fischborn(–Kolno), die seit 1945 nicht mehr befahren wird. Am 21. Januar 1945 musste der Ort verlassen werden; die Bewohner flohen im Treck in nördlicher Richtung. 1945 kam das Dorf in Kriegsfolge mit dem gesamten Süden Ostpreußens zu Polen und erhielt die polnische Namensform Dziadowo. In den Folgejahren verliert sich die Spur des Dorfes, es findet keine Erwähnung mehr; es gilt heute als aufgegeben.

### Entwicklung der Einwohnerzahl
Die Zahlen der Einwohner Dziadowens bzw. Königstals nahmen folgende Entwicklung:
| Jahr | Anzahl der Einwohner |
| ---- | -------------------- |
| 1818 | 89                   |
| 1838 | 158                  |
| 1871 | 233                  |
| 1885 | 207                  |
| 1895 | 231                  |
| 1905 | 322                  |
| 1910 | 400                  |
| 1925 | 515                  |
| 1933 | 483                  |
| 1939 | 495                  |

Die Werte ab 1910 beinhalten auch das zuvor eingegliederte Groß Pasken.

## Religionen
Bis 1945 war Dziadowen in die evangelische Kirche Gehsen (polnisch Jeże) in der Kirchenprovinz Ostpreußen der Evangelischen Kirche der Altpreußischen Union sowie in die römisch-katholische Kirche in Johannisburg im Bistum Ermland eingepfarrt.

## Schule
Dziadowen wurde 1888 Schulort.